# Miluani
Miluani (en hongrois : Milvány) est un village faisant partie de la commune de Hida dans le județ de Sălaj, Transylvanie. En 2002 il comportait 112 habitants.
Les documents hongrois mentionnent la première fois ce village en 1320 comme étant nommé Miluad. À partir du XIIIe siècle le secteur était propriété du clan hongrois de Zsombor. Vers la fin du XVIe siècle Sigismond Báthory, prince de Transylvanie, l'a donné à la famille Elefanthy. Le village faisait partie historiquement de la Transylvanie dans le royaume de Hongrie, et jusqu'à 1876 il a appartenu au comté de Doboka (hu), puis il a été incorporé au comté de Kolozs.
En 1920 le traité de Trianon l'a donné à la Roumanie, mais après le deuxième arbitrage de Vienne il est redonné à la Hongrie.
En 1944 les rebelles roumains de Miluani ont brûlé des archives de l'église réformée hongroise à Hida.
Miluani est célèbre pour sa production de grain et de tournesol.
L'église orthodoxe a été construite au XVIe siècle et elle fut restaurée en 1920. Miluani dépend de la paroisse catholique de Chidea ; traditionnellement ses curés étaient des franciscains jusqu'en 1897.
Les Unitariens locaux appartiennent également à Chidea. Miluani était également le siège de l'archidiocèse catholique grec.
Les résidents célèbres :
- József Nyírő (en), auteur hongrois et politicien, curé dans Miluani.